# Championnats du monde de patinage artistique 1979
Navigation
Mondiaux 1978 Mondiaux 1980
Les championnats du monde de patinage artistique 1979 ont lieu du 13 au 18 mars 1979 à la Wiener Stadthalle de Vienne en Autriche.
Pour la première fois aux mondiaux, plus de trente patineuses participent à la compétition individuelle féminine.

## Qualifications
Les patineurs sont éligibles à l'épreuve s'ils représentent une nation membre de l'Union internationale de patinage (International Skating Union en anglais). Les fédérations nationales sélectionnent leurs patineurs en fonction de leurs propres critères.
Sur la base des résultats des championnats du monde 1978, l'Union internationale de patinage autorise chaque pays à avoir de une à trois inscriptions par discipline. 

## Podiums
| Épreuves                            | Or                                        | Argent                             | Bronze                             |
| ----------------------------------- | ----------------------------------------- | ---------------------------------- | ---------------------------------- |
| Messieurs résultats détaillés       | Vladimir Kovalev                          | Robin Cousins                      | Jan Hoffmann                       |
| Dames résultats détaillés           | Linda Fratianne                           | Anett Pötzsch                      | Emi Watanabe                       |
| Couples résultats détaillés         | Tai Babilonia / Randy Gardner             | Marina Cherkasova / Sergey Shakray | Sabine Baeß / Tassilo Thierbach    |
| Danse sur glace résultats détaillés | Natalia Linitchouk / Guennadi Karponossov | Krisztina Regőczy / András Sallay  | Irina Moïsseïeva / Andrei Minenkov |

## Tableau des médailles
| Rang  | Nation             | Or | Argent | Bronze | Total |
| ----- | ------------------ | -- | ------ | ------ | ----- |
| 1     | Union soviétique   | 2  | 1      | 1      | 4     |
| 2     | États-Unis         | 2  | 0      | 0      | 2     |
| 3     | Allemagne de l'Est | 0  | 1      | 2      | 3     |
| 4     | Hongrie            | 0  | 1      | 0      | 1     |
| 4     | Royaume-Uni        | 0  | 1      | 0      | 1     |
| 6     | Japon              | 0  | 0      | 1      | 1     |
| Total | Total              | 4  | 4      | 4      | 12    |

## Détails des compétitions

### Messieurs
| Rang | Nom                      | Nation               | Places | Points | Fig. impo. | Prog. court | Prog. libre |
| ---- | ------------------------ | -------------------- | ------ | ------ | ---------- | ----------- | ----------- |
| 1    | Vladimir Kovalev         | Union soviétique     | 17     | 185.80 | 2          | 1           | 4           |
| 2    | Robin Cousins            | Royaume-Uni          | 22     | 185.18 | 5          | 3           | 1           |
| 3    | Jan Hoffmann             | Allemagne de l'Est   | 23     | 185.10 | 1          | 5           | 3           |
| 4    | Charles Tickner          | États-Unis           | 28     | 184.28 | 4          | 4           | 2           |
| 5    | Scott Cramer             | États-Unis           | 52     | 178.04 | 8          | 2           | 6           |
| 6    | Fumio Igarashi           | Japon                | 57     | 177.06 | 10         | 8           | 5           |
| 7    | Jean-Christophe Simond   | France               | 67     | 175.58 | 6          | 12          | 7           |
| 8    | David Santee             | États-Unis           | 71     | 174.58 | 3          | 13          | 10          |
| 9    | Mitsuru Matsumura        | Japon                | 83     | 172.74 | 11         | 10          | 8           |
| 10   | Igor Bobrin              | Union soviétique     | 87     | 172.04 | 7          | 11          | 12          |
| 11   | Konstantin Kokora        | Union soviétique     | 104    | 169.60 | 12         | 6           | 13          |
| 12   | Hermann Schulz           | Allemagne de l'Est   | 106    | 169.38 | 13         | 9           | 11          |
| 13   | Brian Pockar             | Canada               | 109    | 168.50 | 14         | 7           | 14          |
| 14   | Mario Liebers            | Allemagne de l'Est   | 120    | 166.54 | 9          | 14          | 15          |
| 15   | Vern Taylor              | Canada               | 133    | 163.62 | 20         | 15          | 9           |
| 16   | Norbert Schramm          | Allemagne de l'Ouest | 147    | 156.44 | 15         | 16          | 19          |
| 17   | Thomas Öberg             | Suède                | 157    | 153.10 | 18         | 17          | 16          |
| 18   | Helmut Kristofics-Binder | Autriche             | 162    | 151.78 | 16         | 20          | 18          |
| 19   | Jozef Sabovčík           | Tchécoslovaquie      | 175    | 148.16 | 17         | 18          | 20          |
| 20   | Christopher Howarth      | Royaume-Uni          | 175    | 148.62 | 21         | 19          | 17          |
| 21   | William Schober          | Australie            | 182    | 146.40 | 19         | 22          | 21          |
| 22   | Matjaž Krušec            | Yougoslavie          | 198    | 138.86 | 22         | 21          | 22          |

### Dames
| Rang | Nom                       | Nation               | Places | Points | Fig. impo. | Prog. court | Prog. libre |
| ---- | ------------------------- | -------------------- | ------ | ------ | ---------- | ----------- | ----------- |
| 1    | Linda Fratianne           | États-Unis           | 11     | 186.92 | 3          | 1           | 1           |
| 2    | Anett Pötzsch             | Allemagne de l'Est   | 18     | 184.36 | 1          | 5           | 3           |
| 3    | Emi Watanabe              | Japon                | 31     | 180.52 | 4          | 2           | 4           |
| 4    | Dagmar Lurz               | Allemagne de l'Ouest | 33     | 179.96 | 2          | 4           | 8           |
| 5    | Denise Biellmann          | Suisse               | 49     | 177.28 | 11         | 10          | 2           |
| 6    | Lisa-Marie Allen          | États-Unis           | 54     | 176.68 | 8          | 7           | 5           |
| 7    | Claudia Kristofics-Binder | Autriche             | 63     | 175.44 | 5          | 6           | 9           |
| 8    | Susanna Driano            | Italie               | 70     | 173.46 | 6          | 3           | 14          |
| 9    | Carola Weißenberg         | Allemagne de l'Est   | 88     | 170.54 | 9          | 21          | 7           |
| 10   | Kristiina Wegelius        | Finlande             | 98     | 169.26 | 7          | 8           | 18          |
| 11   | Carrie Rugh               | États-Unis           | 97     | 169.34 | 12         | 11          | 11          |
| 12   | Sanda Dubravčić           | Yougoslavie          | 115    | 166.96 | 21         | 9           | 6           |
| 13   | Natalia Strelkova         | Union soviétique     | 134    | 164.94 | 14         | 20          | 15          |
| 14   | Deborah Cottrill          | Royaume-Uni          | 136    | 164.80 | 10         | 16          | 20          |
| 15   | Karin Riediger            | Allemagne de l'Ouest | 142    | 164.50 | 15         | 12          | 16          |
| 16   | Renata Baierová           | Tchécoslovaquie      | 144    | 164.00 | 18         | 15          | 13          |
| 17   | Petra Ernert              | Allemagne de l'Ouest | 149    | 163.24 | 19         | 19          | 12          |
| 18   | Kira Ivanova              | Union soviétique     | 147    | 164.02 | 20         | 13          | 10          |
| 19   | Janet Morrissey           | Canada               | 162    | 162.04 | 17         | 17          | 17          |
| 20   | Reiko Kobayashi           | Japon                | 170    | 161.30 | 13         | 18          | 21          |
| 21   | Jeanne Chapman            | Norvège              | 166    | 161.80 | 16         | 14          | 19          |
| 22   | Anita Siegfried           | Suisse               | 207    | 150.34 | 22         | 28          | 24          |
| 23   | Astrid Jansen in de Wal   | Pays-Bas             | 216    | 149.18 | 23         | 24          | 26          |
| 24   | Franca Bianconi           | Italie               | 218    | 149.04 | 26         | 23          | 22          |
| 25   | Bodil Olsson              | Suède                | 225    | 147.02 | 30         | 26          | 23          |
| 26   | Corinne Wyrsch            | Suisse               | 233    | 146.76 | 24         | 22          | 28          |
| 27   | Kim Myo-sil               | Corée du Nord        | 237    | 145.48 | 27         | 25          | 25          |
| 28   | Belinda Coulthard         | Australie            | 238    | 145.92 | 25         | 27          | 27          |
| 29   | Katie Symmonds            | Nouvelle-Zélande     | 261    | 134.58 | 28         | 29          | 29          |
| 30   | Shin Hea-sook             | Corée du Sud         | 270    | 120.44 | 29         | 30          | 31          |
| 31   | Gloria Mas                | Espagne              | 279    | 112.28 | 31         | 31          | 30          |

### Couples
| Rang | Nom                                  | Nation               | Places | Points | Prog. court | Prog. libre |
| ---- | ------------------------------------ | -------------------- | ------ | ------ | ----------- | ----------- |
| 1    | Tai Babilonia / Randy Gardner        | États-Unis           | 12     | 144.54 | 1           | 1           |
| 2    | Marina Cherkasova / Sergey Shakray   | Union soviétique     | 16     | 142.22 | 2           | 2           |
| 3    | Sabine Baeß / Tassilo Thierbach      | Allemagne de l'Est   | 32     | 137.74 | 4           | 3           |
| 4    | Irina Vorobieva / Igor Lisovski      | Union soviétique     | 33     | 138.72 | 3           | 4           |
| 5    | Marina Pestova / Stanislav Leonovich | Union soviétique     | 46     | 133.98 | 5           | 5           |
| 6    | Vicki Heasley / Robert Wagenhoffer   | États-Unis           | 54     | 132.50 | 6           | 6           |
| 7    | Cornelia Haufe / Kersten Bellmann    | Allemagne de l'Est   | 70     | 128.98 | 7           | 10          |
| 8    | Christina Riegel / Andreas Nischwitz | Allemagne de l'Ouest | 75     | 128.56 | 9           | 8           |
| 9    | Sheryl Franks / Michael Botticelli   | États-Unis           | 77     | 127.64 | 8           | 9           |
| 10   | Kerstin Stolfig / Veit Kempe         | Allemagne de l'Est   | 84     | 125.92 | 11          | 7           |
| 11   | Barbara Underhill / Paul Martini     | Canada               | 94     | 123.92 | 10          | 11          |
| 12   | Gabriele Beck / Jochen Stahl         | Allemagne de l'Ouest | 114    | 117.62 | 14          | 12          |
| 13   | Elizabeth Cain / Peter Cain          | Australie            | 117    | 115.32 | 12          | 13          |
| 14   | Kyoko Hagiwara / Hisao Ozaki         | Japon                | 120    | 114.02 | 13          | 14          |

### Danse sur glace
| Rang | Nom                                         | Nation               | Places | Points | Danses imposées | Danse libre |
| ---- | ------------------------------------------- | -------------------- | ------ | ------ | --------------- | ----------- |
| 1    | Natalia Linitchouk / Guennadi Karponossov   | Union soviétique     | 9      | 207.86 | 1               | 1           |
| 2    | Krisztina Regőczy / András Sallay           | Hongrie              | 22     | 204.10 | 2               | 2           |
| 3    | Irina Moïsseïeva / Andrei Minenkov          | Union soviétique     | 23     | 203.74 | 3               | 3           |
| 4    | Liliana Řeháková / Stanislav Drastich       | Tchécoslovaquie      | 36     | 196.94 | 4               | 4           |
| 5    | Janet Thompson / Warren Maxwell             | Royaume-Uni          | 51     | 194.00 | 5               | 5           |
| 6    | Lorna Wighton / John Dowding                | Canada               | 52     | 192.70 | 6               | 6           |
| 7    | Susi Handschmann / Peter Handschmann        | Autriche             | 65     | 188.72 | 7               | 7           |
| 8    | Jayne Torvill / Christopher Dean            | Royaume-Uni          | 71     | 187.84 | 8               | 8           |
| 9    | Stacey Smith / John Summers                 | États-Unis           | 81     | 185.70 | 9               | 10          |
| 10   | Natalia Bestemianova / Andreï Boukine       | Union soviétique     | 87     | 184.06 | 11              | 9           |
| 11   | Carol Fox / Richard Dalley                  | États-Unis           | 98     | 180.30 | 10              | 11          |
| 12   | Henriette Fröschl / Christian Steiner       | Allemagne de l'Ouest | 108    | 175.50 | 12              | 12          |
| 13   | Karen Barber / Nicky Slater                 | Royaume-Uni          | 121    | 169.74 | 13              | 13          |
| 14   | Anna Pisánská / Jiří Musil                  | Tchécoslovaquie      | 124    | 168.70 | 14              | 14          |
| 15   | Patricia Fletcher / Michael de la Penotiere | Canada               | 134    | 165.24 | 15              | 15          |
| 16   | Martine Olivier / Yves Tarayre              | France               | 145    | 161.44 | 16              | 16          |
| 17   | Jindra Holá / Karol Foltán                  | Tchécoslovaquie      | 157    | 157.64 | 18              | 17          |
| 18   | Gabriella Remport / Sándor Nagy             | Hongrie              | 157    | 158.26 | 17              | 18          |
| 19   | Yumiko Kage / Tadayuki Takahashi            | Japon                | 175    | 153.30 | 19              | 19          |
| 20   | Claudia Koch / Peter Schübl                 | Autriche             | 174    | 151.94 | 20              | 20          |